# Chùa Phù Dung
Chùa Phù Dung hiện nay tọa lạc tại chân núi Bình San, phường Bình San, thành phố Hà Tiên, tỉnh Kiên Giang, Việt Nam.
Địa điểm hành hương & du lịch này hấp dẫn du khách bởi vẻ đẹp cổ kính, hài hòa với thiên nhiên mà còn bởi những câu chuyện bí ẩn gây tranh cãi về lai lịch ngôi chùa.

## Giải thích tên gọi
Theo sách Nghiên cứu Hà Tiên, người Xiêm gọi núi là "Pù"; các người Xiêm, Khmer, Chăm, Lào đều gọi người Việt là "Youn". Như vậy, Pù Youn, mà sau này đọc trại thành Phù Dung, có nghĩa là "vùng núi của người Việt".
Ở bán đảo Hà Tiên, có rất nhiều đồi núi lớn nhỏ, mang tên chung là Phù Dung Vạn Sơn, mãi đến thời Đô đốc Mạc Thiên Tích, các ngọn núi mới có tên riêng bằng từ Hán - Việt, như: Bình San, Tô Châu, Thạch Động...
Và cái tên Phù Dung (Pù Youn) mà khi xưa dùng để chỉ tất cả các núi non vừa nói trên, sau được dùng để chỉ dãy núi nằm sát Trấn lỵ gồm ba ngọn và sau nữa (khi cuốn Hà Tiên Thập Vịnh của Mạc Thiên Tích ra đời), nó chỉ còn để chỉ ngọn thứ 3 (cao 53 m) mà Trịnh Hoài Đức đã chép trong "Gia Định thành thông chí" mục Sơn Xuyên chí vào khoảng năm 1820:
Núi Phù Dung: cách trấn thự về phía tây bắc hơn 1 dặm. Ở đây hang hố xanh rậm lâu đời; chùa Phù Dung ở phía tây nam chân núi, tiếng chuông mõ pha trộn, tiếng kệ kinh lẫn tiếng ồn ào của phố thị, thật là cảnh nửa tăng nửa tục...
Do vậy, tác giả sách Nghiên cứu Hà Tiên, đã nói vui rằng tên chùa không có nghĩa "hoa sen"  hay giống hoa "tí ngọ" nào đó, như có người đã tưởng tượng.
Căn cứ thông tin trong Gia Định thành thông chí, trong Monographie de la province de Ha Tiên tức Hà Tiên địa phương chí của Hội nghiên cứu Đông Dương ấn hành năm 1901 và qua khảo sát thực tế, thì chùa Phù Dung xưa ở tại hướng Tây Nam núi Phù Dung, còn chùa Phù Dung hiện nay tại phía bắc núi Bình San, cách chùa xưa trên 500m.
Vì trước sau ở Hà Tiên, có hai chùa đều mang tên Phù Dung, và ngôi thờ nào tính đến nay cũng đều là cổ tự. Để dễ phân biệt, tạm gọi chùa có trước là "Phù Dung (cũ)" và chùa có sau là Phù Dung (mới).

### Chùa Phù Dung (cũ)

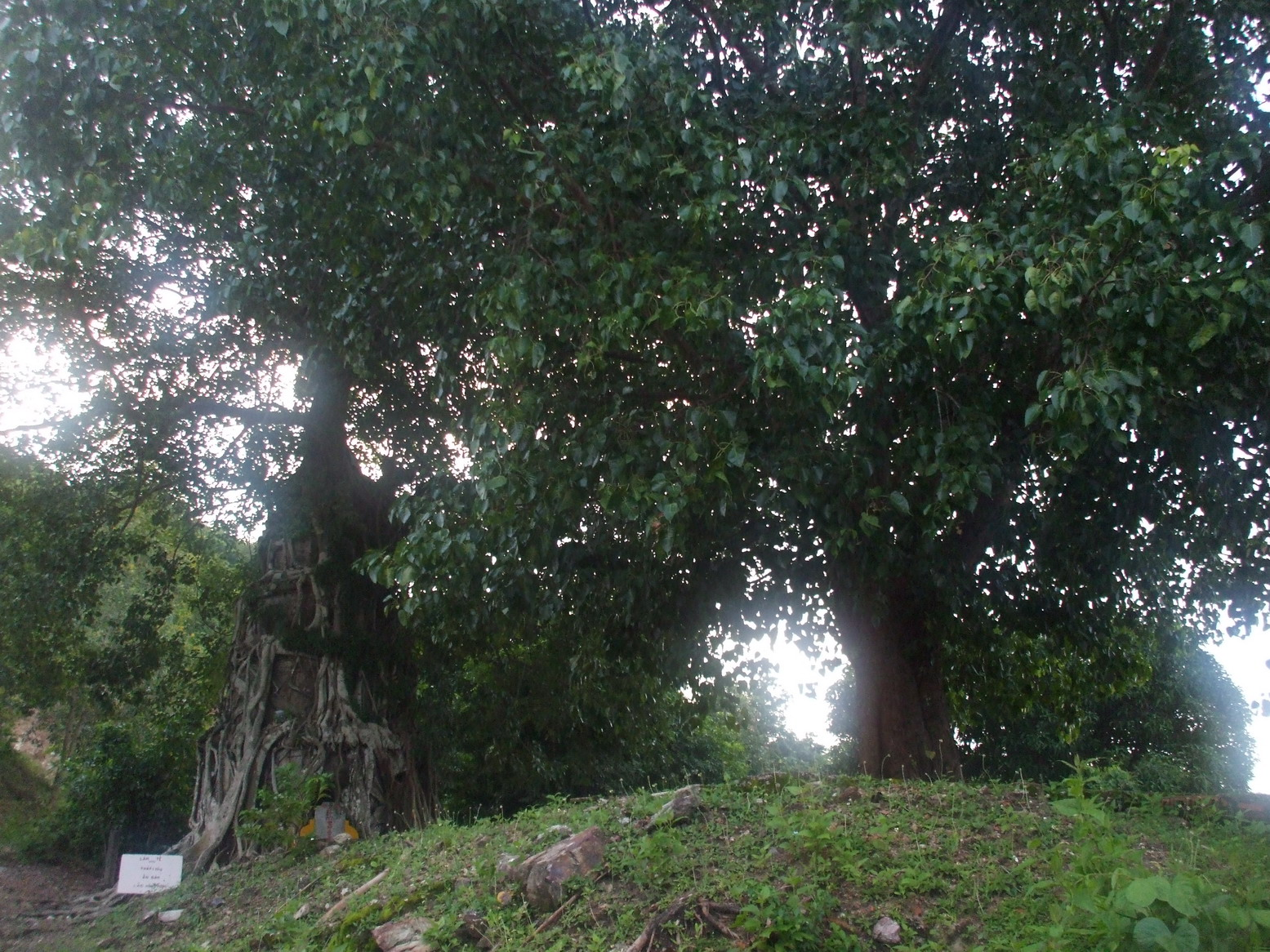
Nền chùa Phù Dung cũ.

Núi Phù Dung mà Gia Định thành thông chí đã chép trên, ngày nay có tên là núi Bát Giác Sơn hay Đề Liêm, còn ngôi chùa vừa nói đến, hiện nay chỉ còn một nền chùa và một ngôi tháp cổ của Hòa thượng Ấn Đàm, đời thứ 36 dòng Lâm Tế.
Tra sử liệu, thì từ khoảng năm 1820 - tức năm có sách Gia Định thành thông chí- trở về sau, trấn Hà Tiên đã trải qua ba cuộc tao loạn lớn, đó là: 
- Năm Quý Tỵ (1833): Năm Minh Mạng thứ 14 (1833) có biến ngụy Khôi (Lê Văn Khôi), tỉnh thành (Hà Tiên) thất thủ, bị quân Xiêm xâm lăng dày đạp, có đại binh tấn tiễu mới dẹp được.[7]
- Năm Nhâm Dần (1842): Thiệu Trị năm thứ hai, 1842, tháng hai, Xiêm lại chia đường vào cướp phá, một do tỉnh Hà Tiên, một do kênh Vĩnh Tế. Vua sai Đoàn Văn Sách tiến theo đường thủy, Phạm văn Điển tiến theo đường bộ, hai đường cùng tiến đánh lui giặc Xiêm...[8]
- Năm Ất Tỵ (1845): Thiệu Trị năm thứ 5, tướng Xiêm Chất Tri sai tên Na lập kế để bắt Nguyễn Bá Hựu...giam lại. Viên thổ mục Cao Mên tên Liêm Đột, thân hành đến An Giang xin binh. Vua bèn sai Doãn Uẩn, Nguyễn Hoàng, Nguyễn Công Hoan, chia đường đi tiếp viện và trừ giặc… [8]

Theo nhà nghiên cứu Trương Minh Đạt, người Hà Tiên, thì chùa Phù Dung ấy bị quân Xiêm phá sập trong khoảng năm 1833-1834, tức lần tao loạn đầu tiên.
Năm 1969, người ta phát hiện ra di tích này. Nền chùa có chiều dài 12m, rộng 9m. Với kích thước như thế, chùa xưa chỉ là một am tự. Khi đào sâu xuống nền đất khoảng 3 tấc, người ta bắt gặp rất nhiều vật dụng còn nguyên vẹn, như: cái lư hương bằng đồng, nhiều lọ sành sứ, một cái chum còn nguyên số gạo đã ẩm nát...Sự cố chùa bị sập với các loại gia dụng còn nguyên, cho thấy chiến tranh đã ập đến bất ngờ. Cạnh nền chùa là ngôi tháp cao 5m, dày 1m, hình bát giác (rất có thể vì vậy nên núi có tên Bát Giác Sơn) được xây bằng vật liệu phức hợp (vôi cát trộn với ô đước và đường ngào), vào khoảng thế kỷ 18. Tháp cổ còn nguyên tấm bia đá có khắc dòng chữ Hán: "Lâm Tế tam thập lục thế Ấn Đàm Lão Hòa Thượng chi tháp"... Nhà sư này sống cùng thời với Mạc Cửu.
Và ở gần đó (hướng Tây Nam), bây giờ còn một giếng xưa gọi là giếng chùa Tiêu. 
Điều này phù hợp với thông tin trong sách Monogaphie de la povince de Ha Tiên của Lê Văn An và Nguyễn Văn Hải, ấn hành năm 1951. Hai tác giả này cho rằng chùa Phù Dung cổ mới đúng là Tiêu Tự, một trong mười cảnh đẹp của Hà Tiên lúc bấy giờ và đã được Mạc Thiên Tứ ca ngợi trong bài thất ngôn bát cú Tiêu Tự hiểu chung .
Tiêu Tự hiểu chung (Chuông sớm chùa Tiêu)
Lác đác trời tàn nhạt ánh sao,
Chuông chùa xa vẳng tiếng đưa vào.
Mơ màng cõi tục người tiêu lẫn;
Đồng vọng bờ cây bến nước xao.
Hạc để tiếng vương cành gió thoảng,
Quạ đưa lời gởi ngọn trăng cao.
Gối nghiêng giấc tỉnh đêm mê mộng;
Sớm giục canh gà tin khát khao. 

### Chùa Phù Dung (mới)

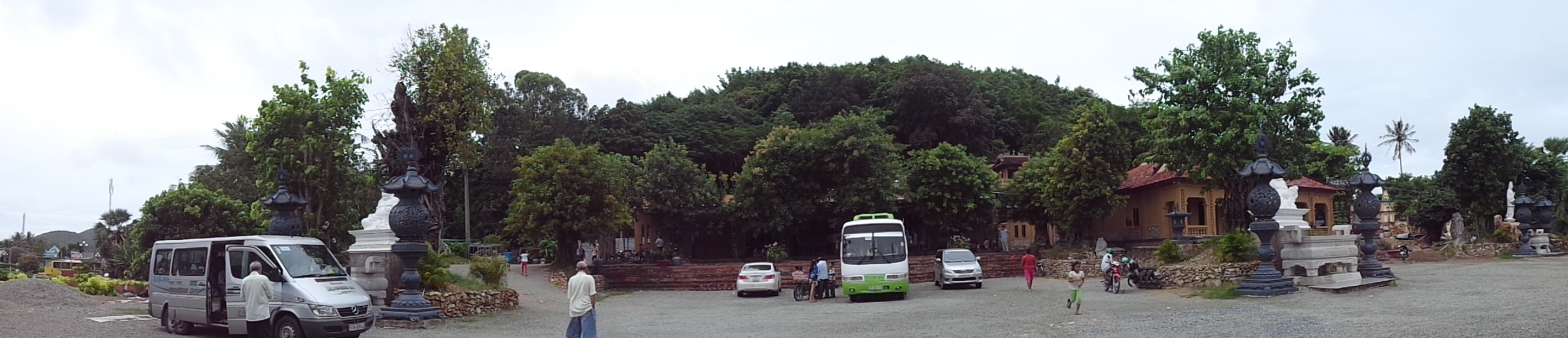
Toàn cảnh chùa Phù Dung dưới chân núi Bình San Hà Tiên.

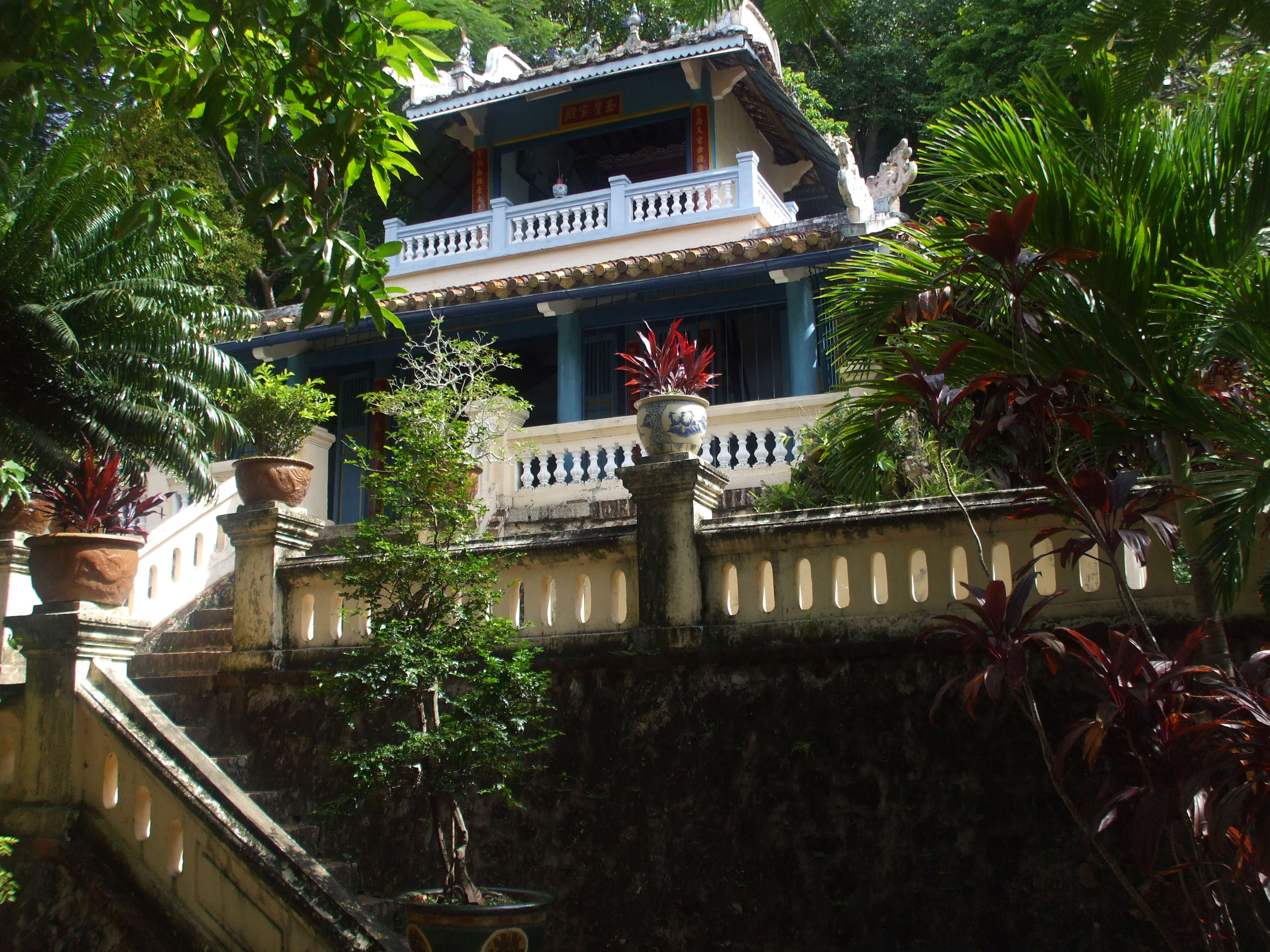
Điện Ngọc Hoàng (chùa Phù Dung).

Năm 1846, sau khi khi đánh đuổi quân Xiêm, Tổng đốc An Hà là Doãn Uẩn cho cất lại ngôi chùa khác ở đầu bắc núi Bình San, trên nền nhà xưa kia có Tao đàn Chiêu Anh Các, và ông đã đặt tên ngôi chùa mới là Phù Anh (ghép từ hai chữ Phù Dung và Chiêu Anh Các)
Thời vua Thiệu Trị, Đại Nam nhất thống chí, phần Lục tỉnh Nam Việt chép tên chùa là Phù Cừ vì cái tên "Dung" phạm úy tên của vua Thiệu Trị. Và theo thi sĩ Đông Hồ thì "Phù cừ hay Phù dung cũng đều là tên đẹp của giống hoa sen cả, hoặc có khác nhau là màu trắng với màu hồng."
Trích Đại Nam nhất thống chí: 
Chùa Phù Cừ ở chân núi Phù Cừ, xã Mỹ Đức huyện Hà Châu, do Mạc Thiên Tứ lập ra khi trước, năm Thiệu Trị thứ sáu (1846), nhân dân tỉnh hạt xây sửa lợp ngói, trước sân đào giếng, theo núi dựng nhà…
Nhưng theo ông Đạt, người dịch đã dịch sai mấy chữ trong câu chữ Hán "Tích Mạc Thiên Tích cấu tạo", lẽ ra có thể dịch là "Công trình tạo dựng xưa của Mạc Thiên Tích" (ý nói cái nền cũ của Chiêu Anh Các). Và rất có thể từ câu truyện dịch sai ấy nên mới có chuyện Mạc Thiên Tứ lập chùa. Mạc Thị gia phả của Vũ Thế Dinh chỉ ghi chuyện ông Tứ lập Tao đàn Chiêu Anh Các và nơi thờ Khổng Tử mà thôi.
Nói gọn lại, cái tên Phù Anh, Phù Cừ, trước sau vẫn chưa được phổ biến, cho nên cái tên Phù Dung của ngôi chùa xưa vẫn được người dân dùng để gọi ngôi chùa mới.

## Kiến trúc chùa Phù Dung (mới)

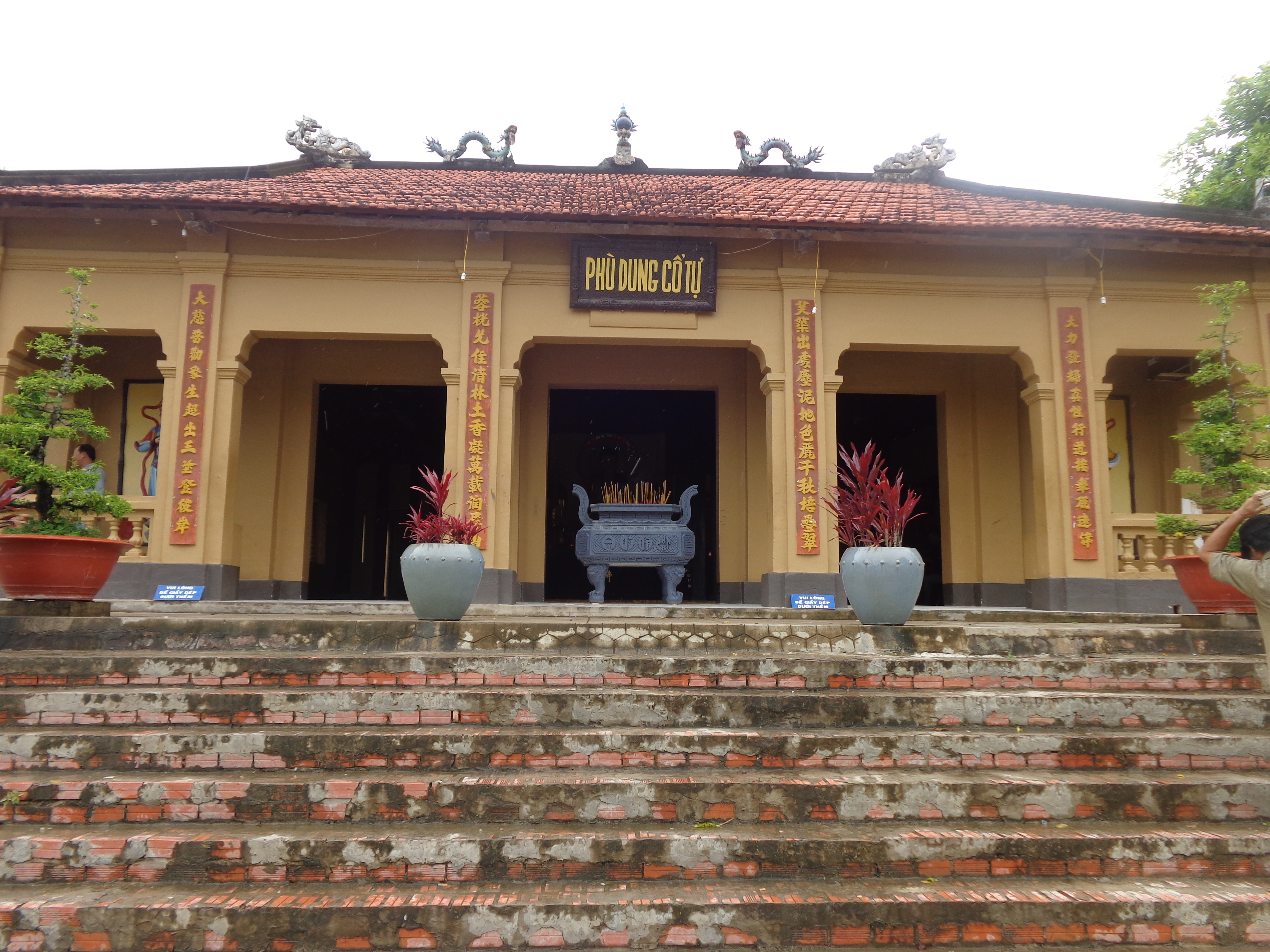
Chính điện chùa Phù Dung dưới chân núi Bình San Hà Tiên.

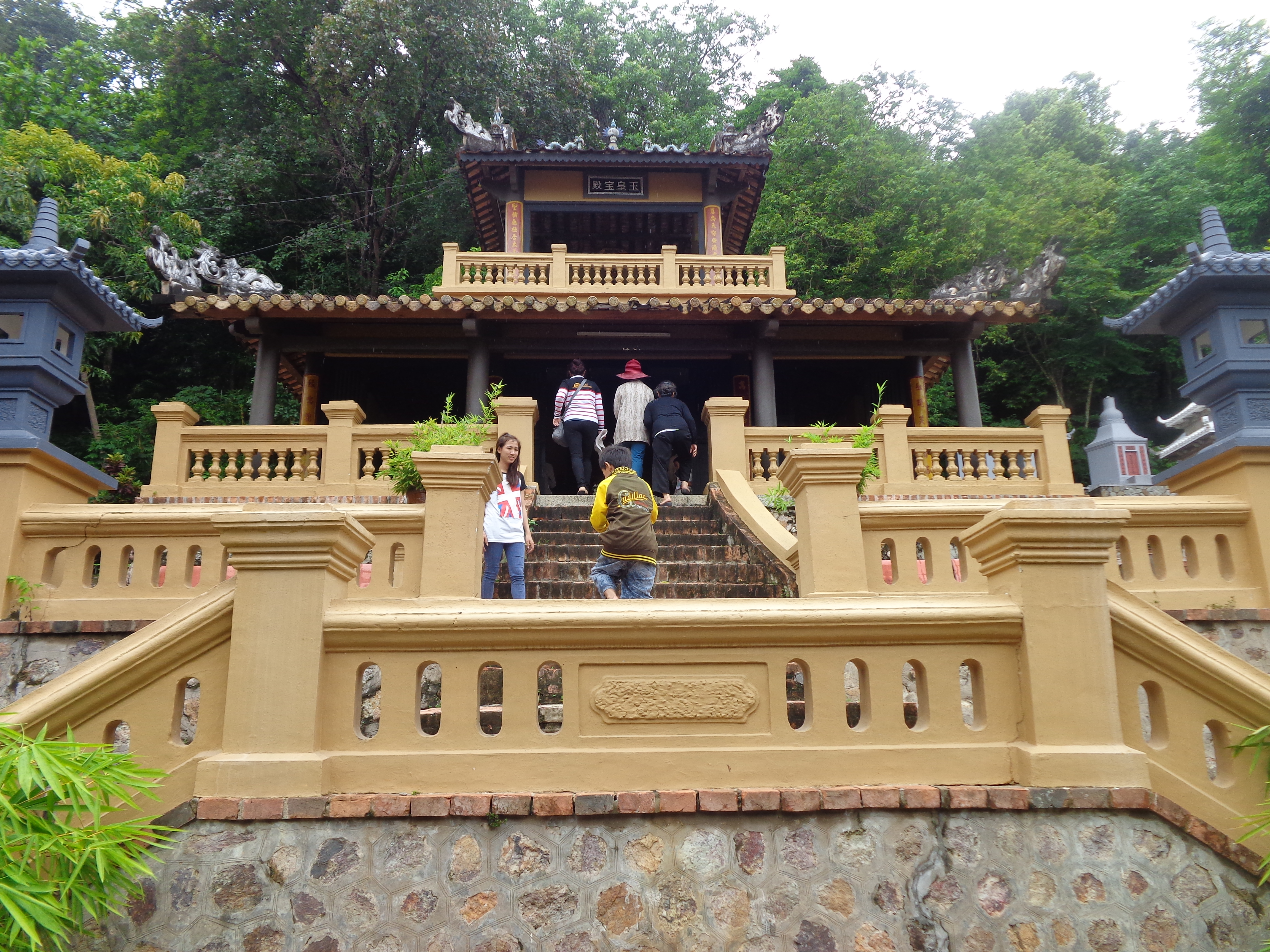
Điện Ngọc Hoàng chùa Phù Dung mới trùng tu trước năm 2013.

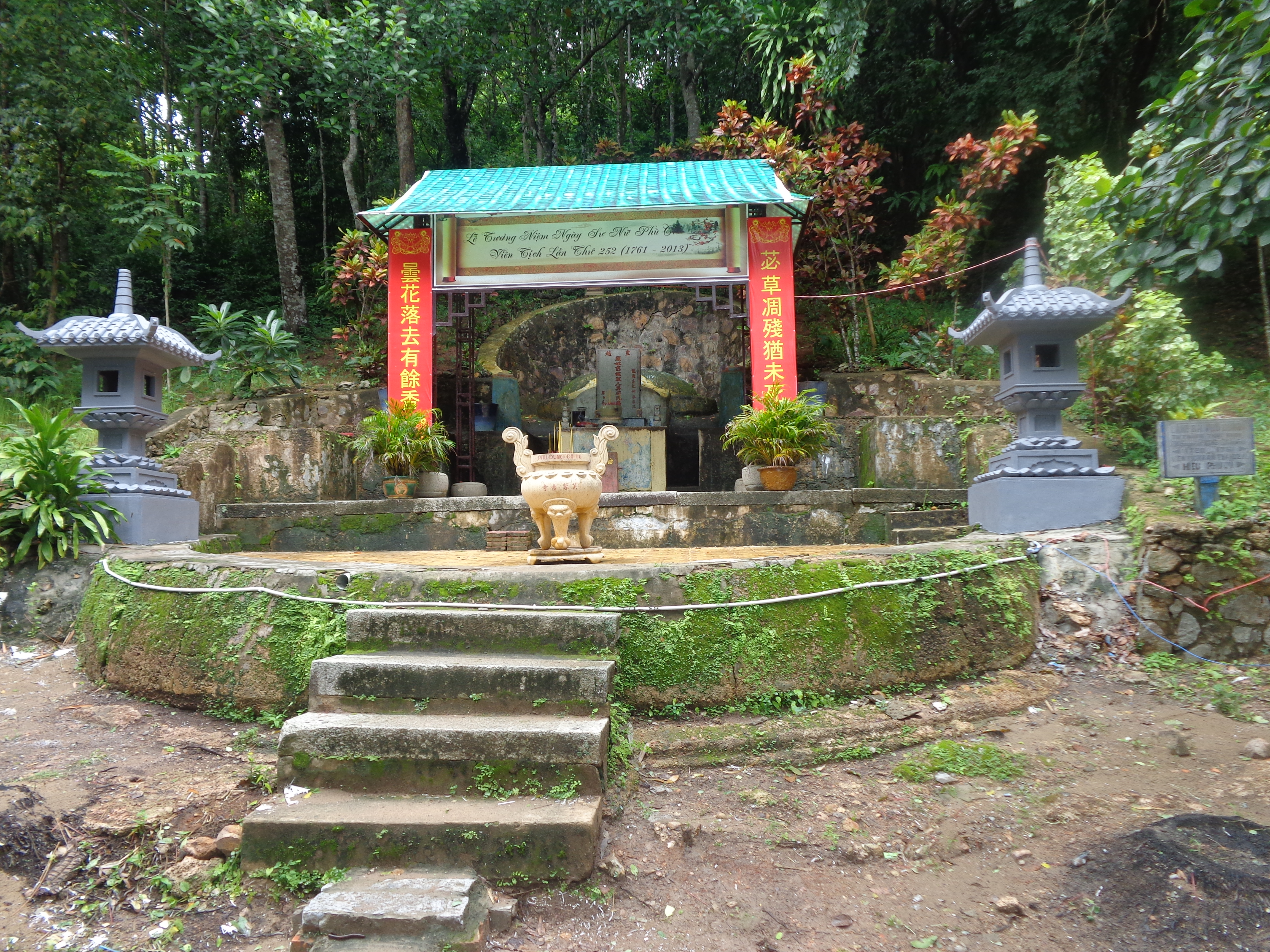
Lăng bà Phù Dung-Từ Thành Thục Nhơn-Nguyễn Thị Xuân (1720-1761) nằm tại sườn núi Bình San phía trên bên trái từ cổng chùa Phù Dung vào.

Trải qua bao biến đổi, giờ đây trên nền đất cao ráo nơi chân núi Bình san, là một tự viện khá khang trang gồm một phần sân và hai phần thờ cách biệt.
Phần sân có một đài cao. Trên đài là một pho tượng Phật Quan Thế Âm cao lớn bằng xi măng, tô trắng. Kế đến là ngôi Chính điện rộng được bài trí trang nghiêm. Chính giữa là tượng Thích-ca Mâu-ni, 2 bên là 2 đại đệ tử A-nan và Ca-diếp. Ở đây còn có 4 bức phù điêu lớn (mỗi tấm cao 1,3m, ngang 2,3m) minh họa 4 cảnh trong cuộc đời đức Phật Thích-ca Mâu-ni: đản sanh, xuất gia, thuyết pháp và nhập niết-bàn.
Sau lưng ngôi Chính điện là một khoảng sân nhỏ, sau nữa là một tòa điện cao có tên gọi Ngọc Hoàng bửu điện, thờ Ngọc Hoàng Thượng đế cùng hai vị Nam Tào và Bắc Đẩu. 
Một phần do thời gian tàn phá, một phần do ở nơi biên cảnh thường gặp nhiều bất ổn, nên chùa đã phải trùng tu nhiều lần.
Đặc biệt, đứng ngoài nhìn vào, phía bên trái tự viện có một lối đi nhỏ men theo triền núi. Đi khoảng 20m, sẽ gặp một ngôi mộ cổ. Trên bia mộ có mấy dòng chữ Hán: 
Hoàng Việt
Hiển tỷ Từ Thành Thục nhân Mạc phủ Nguyễn thị chi mộ.
Dòng chữ bên trái bia: 
Nam Chú lập thạch.
Dòng chữ bên phải bia: 
Long phi Tân Tỵ trọng xuân kiết đán.
Bên cạnh mộ, có một tấm bia đá khắc mấy dòng chữ Việt do người đời sau tạo dựng, ghi: Lăng bà Phù Dung-Từ Thành Thục Nhơn-Nguyễn Thị Xuân (1720-1761)- Viên tịch rằm tháng 2 Âl- Hiệu Phù Cừ.

## Chuyện tình Phù Dung

### Theo Nghiên cứu Hà Tiên

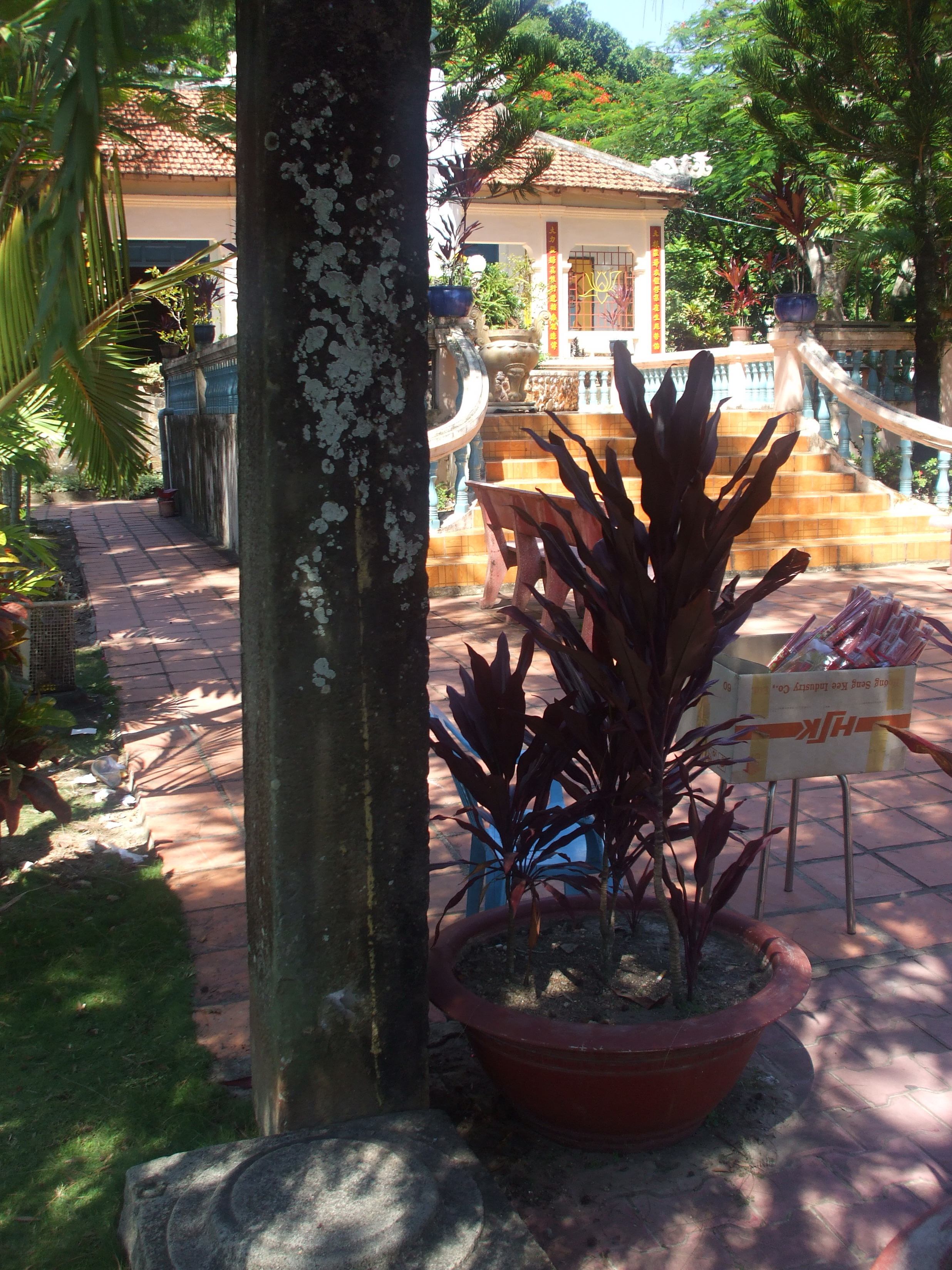
Cột đá và chân táng bằng đá, dấu vết của một công trình xưa ở chùa Phù Dung.

Từ Monogaphie de la povince de Ha Tiên cho đến đời Tỉnh trưởng Hà Tiên Lê Văn An và Nguyễn Văn Hải (1951), đều không thấy chép chuyện.
Mãi đến ngày 5 tháng 3 năm 1957, tác giả Trần Thêm Trung cho ra đời cuốn Hà Tiên địa phương chí mới thấy sách ghi chuyện này. 
Tiếp theo, năm 1958, nhà văn Sơn Nam viết Hà Tiên đất phương Thành đang ở báo Nhân Loại, nữ sĩ Mộng Tuyết viết Nàng Ái cơ trong chậu úp, thi sĩ Đông Hồ nhắc lại chuyện trong Văn học Hà Tiên, Soạn giả Kiên Giang Hà Huy Hà viết tuồng cải lương Áo cưới trước cổng chùa, tác giả Mặc Tuyền chuyển kịch bản thành tiểu thuyết (1989), mới nhất là nhà văn Anh Động viết Chuyện tình Chiêu Anh Các, tiểu thuyết đăng nhiều kỳ trên tạp chí Chiêu Anh Các của Hội Văn Học Nghệ thuật tỉnh Kiên Giang...
Trong ngần ấy tác phẩm và trong chuyện kể, nhân vật nữ này có rất nhiều tên, chẳng hạn: Phù Dung, Phù Cừ, Xuân Tự, Nguyễn Thị Xuân, Dì Tự.
Theo Nghiên cứu Hà Tiên của Trương Minh Đạt thì: "rõ ràng bia mộ này ghi đủ các chi tiết của một người trần tục, tức có tên họ, phẩm vị, nơi làm vợ, con cái...Bia và mộ này không giống bia và mộ của một người tu hành. Vả lại, ngôi chùa Phù Dung (mới) chỉ mới được tạo lập vào năm 1846, tức sau khi "Từ Thành Thục nhân" chết đã 85 năm. Người trụ trì đầu tiên của chùa là Hòa thượng Tiên Giác Bửu Châu, nay còn tháp và bài vị thờ ở chùa.
Và ông Đạt cũng cho biết nữ sĩ Mộng Tuyết, vợ thi sĩ Đông Hồ, sáng tác truyện Nàng ái cơ trong chậu úp, dựa theo một giai thoại nhàn đàm, mà ông Sơn Nam đã xác nhận: "Sư trụ trì chùa Phù Dung kể, năm 1958". ấy là Sư ông Kiểu Ngọc (Thượng Phước Hạ Quang), trụ trì ở đây từ 1951 đến 1964. Khi còn sinh tiền, ông Trần Thiêm Trung cũng nói đã nghe vị sư này kể. Các vị sư vốn giỏi chữ Hán, nên nghe chuyện, ai cũng ngỡ là có sách, nhưng rõ ra chỉ là sự suy diễn từ hình dạng mộ bà Dì Tự, gần sau chùa, có núm xây hình tròn như chậu úp. Sư kể: "Khi sống bà bị nhốt, đến chết mộ xây vậy". Sư suy diễn này, sau được triển khai thành câu chuyện khá thương tâm.
Nói gọn, theo ông Đạt, câu chuyện Phù Cừ chỉ là tư duy sáng tác văn học của nữ sĩ Mộng Tuyết...
và đây chính là "một trường hợp "lộng giả thành chân" trong nghiên cứu lịch sử.

### Theo truyền thuyết
Theo câu chuyện kể được truyền tụng bấy lâu nay thì chùa do Đô đốc Mạc Thiên Tích (1706-1780) sai dựng vào khoảng cuối thế kỷ 18 cho nàng thứ cơ tên Phù Cừ (1720-1761) làm nơi tu hành.
Tương truyền thứ cơ Phù Cừ tên thật là Nguyễn Thị Xuân, thứ nữ của một di thần nhà Lê tên Nguyễn Đình. Về sau, ông cùng hai con vào cư ngụ tại Hà Tiên. Con trai tên Nguyễn Đính, giỏi kiếm thuật, ra giúp họ Mạc; còn em gái, giỏi thơ văn, gá nghĩa cùng Mạc Thiên Tứ, sau cuộc gặp gỡ tại tao đàn Chiêu Anh Các.
Và chùa Phù Dung gắn liền với sự tích của người nằm trong ngôi mộ cổ vừa nói trên. Tuy lời thuật của mỗi người có ít nhiều khác biệt, nhưng cốt truyện vẫn khá giống nhau.
Thi sĩ Đông Hồ kể: 
Cảnh am tự này, ngôi mộ cổ này, ao sen này có một sự tích khá lâm ly…
Truyền rằng: Mạc Lịnh Công  có một bà thứ cơ tên là bà Dì Tự. Thứ cơ sắc đẹp lắm và hay chữ lắm.
Mạc Lịnh Công, vì mê sắc đẹp, yêu tài thơ, đã từ chỗ sủng ái mà ra thiên ái. Hóa cho nên, khiến bà chính thất Nguyễn phu nhân ghen giận, lập mưu hãm hại bà thứ cơ.
Một hôm, nhân Mạc Lịnh Công đi duyệt binh vắng, ở nhà, Nguyễn phu nhân đem nhốt thứ cơ vào lòng một cái chậu úp, cho ngột mà chết. Nhưng thừa ưa, vừa lúc đó, trời bỗng đổ trận mưa to. Mạc Công cũng vừa về đến, thấy trời đang mưa, mà lạ, sao chậu to không ngửa lên hứng nước mà lại để úp. Công bèn truyền lịnh giở chậu ra, thì nàng ái cơ đang thi thóp sắp đứt hơi, nhưng may mắn thay, hãy còn cứu kịp.
Nàng thứ cơ thoát chết, trở nên chán chường sự thế, xin Mạc Công cho nàng đi tu. Trước sự tình éo le đó, Mạc Công không biết làm sao khác, cũng đành chiều ý, cất một ngôi am tự cho thứ cơ tu hành.
Bên am tự, cho đào ao, trồng hoa sen trắng, để kỷ niệm mối tình xưa. Cho đến khi thứ cơ mất, Công cho xây ngôi mộ kiên cố đẹp đẽ để tỏ lòng tưởng nhớ yêu thương người giai nhân đã vì Công mà oan khổ...

## Nguồn cảm hứng cho thơ

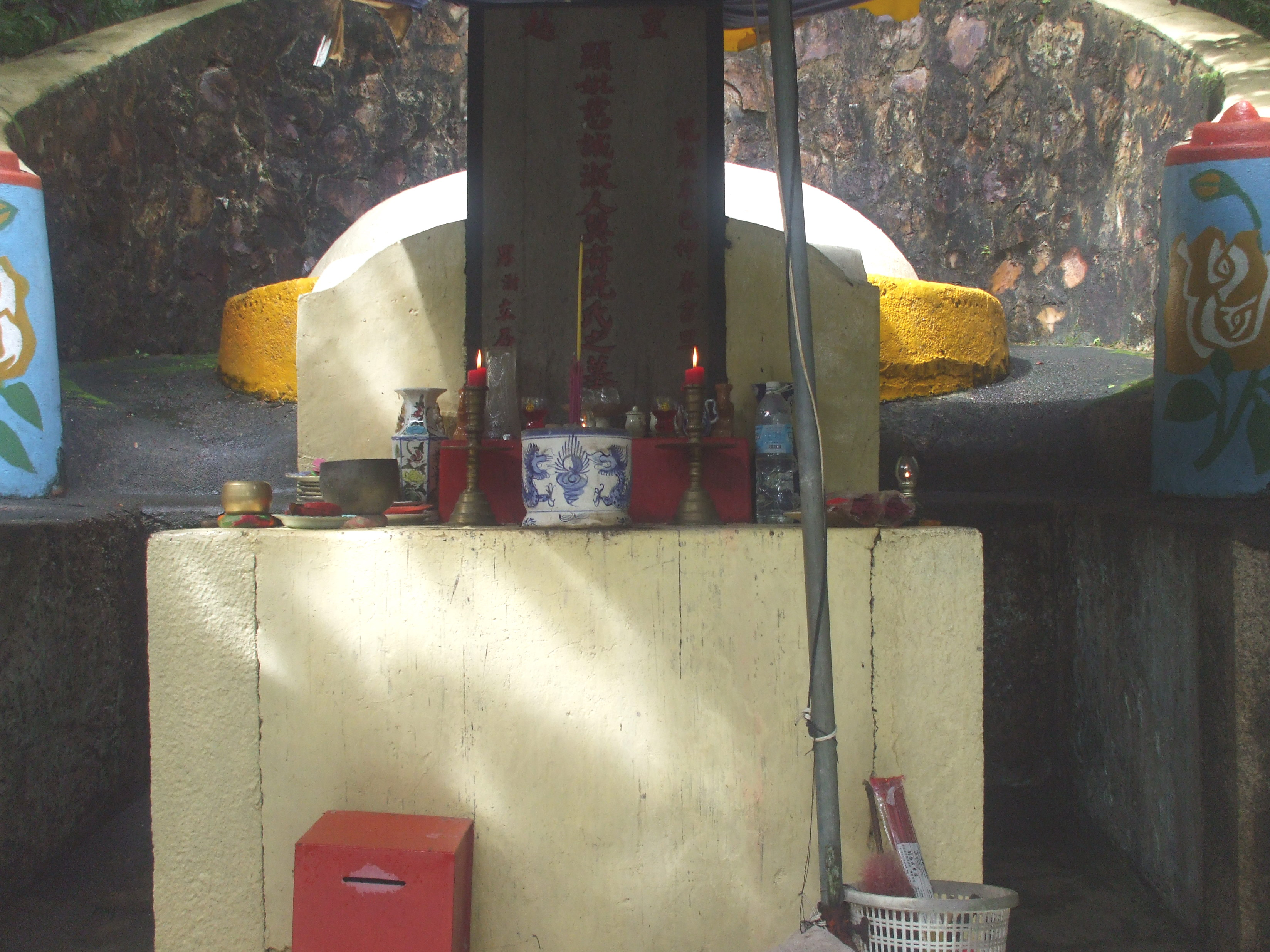
Mộ bà Dì Tự.